# Donja Gušterica
Donja Gušterica en serbe latin et Gushtericë e Ulët en albanais (en serbe cyrillique : Доња Гуштерица) est une localité du Kosovo située dans la commune/municipalité de Lipjan/Lipljan, district de Pristina (Kosovo) ou district de Kosovo (Serbie). Selon le recensement kosovar de 2011, elle compte 723 habitants, tous serbes.
Selon le découpage administratif kosovar, elle fait partie de la commune/municipalité de Gračanica/Graçanicë.

## Histoire
L'école élémentaire serbe de Donja Gušterica, construite en 1882, est mentionnée par l'Académie serbe des sciences et des arts et est inscrite sur la liste des monuments culturels du Kosovo.

## Démographie

### Évolution historique de la population dans la localité
| 1948 | 1953  | 1961  | 1971  | 1981  | 1991  | 2011 |
| ---- | ----- | ----- | ----- | ----- | ----- | ---- |
| 974  | 1 097 | 1 187 | 1 158 | 1 210 | 1 269 | 723  |

|  |